# Sociedade conectada
A sociedade conectada é o termo empregado para designar o uso da tecnologia da informação e telecomunicação para a sociedade se interagir, compartilhar ideias e conhecimentos. É a estrutura social organizada através da rede de informações processadas eletronicamente.
No Brasil, estudos vem sendo elaborados pela Ericsson no Parque Tecnológico de São José dos Campos para a implementação da sociedade conectada, com aplicações na segurança pública, transporte, saúde e serviços de emergência.